# Supreme Power
Supreme Power ist eine von J. Michael Straczynski geschriebene Comicserie, die von 2003 bis 2005 im Marvel-Verlag erschien. 
Zeichner der Serie war von der ersten bis zur letzten Ausgabe Gary Frank.
Die Hauptfiguren bauen lose auf der Squadron Supreme der Comicserie Die Rächer auf. Supreme Power wurde durch verschiedene Miniserien mit Geschichten einiger Hauptcharaktere ergänzt. 

## Handlung
Die Ankunft eines außerirdischen Babys weckt die Aufmerksamkeit der amerikanischen Regierung. Als sie entdeckt, dass es Superkräfte besitzt, will sie, dass es zum perfekten Patrioten und Amerikaner erzogen wird. Die ganze Zeit über jedoch fühlt sich der heranwachsende Junge wie ein Außenseiter; er wird gemieden.
Als Soldat wird er in Kriegen als Geheimwaffe eingesetzt. Irgendwann fängt er an, aus dem ihm anerzogenen Muster auszubrechen, sodass seine Existenz publik gemacht wird. Die amerikanische Regierung muss nun Stellung dazu nehmen, dass ein so mächtiges Wesen so lange Zeit verschwiegen worden ist, während der junge Mann, der er inzwischen ist, unter dem Namen Hyperion feststellt, dass er doch nicht vollkommen allein ist. Er lernt einen schwarzen Mann kennen, der mit unglaublichem Tempo rennen kann und eine übermenschlich starke Frau, die zudem noch fliegen kann. Währenddessen erleidet einer der Männer, die die außerirdischen Materialien des Raumschiffes, mit dem Hyperion ankam, untersuchen, einen Unfall; ein Energiekristall brennt sich in seine Hand. Langsam stellt er fest, dass er den Kristall und dessen tödlichen Strahl konzentrieren kann.
Indes trifft Hyperion auf Nighthawk, einen schwarzen Millionär, der nachts in sein schwarzes Kostüm schlüpft und die Schwarzen der Stadt vor Rassismus schützt. Hyperion macht ihn darauf aufmerksam, dass er selbst nicht besser ist als die weißen Rassisten, da er nur Schwarze vor Weißen schützt, nicht umgekehrt und nicht anders. Mit dem Blick eines Außerirdischen, also neutral allen Taten der Menschen gegenüber, lernt Hyperion auch den Teil der Welt kennen, den man bisher vor ihm versteckt hat. Er bringt die US-Regierung immer weiter gegen sich auf.
Der Mann mit dem eingebrannten Kristall, Joe Ledger, verliebt sich in ein Meereswesen, dessen Genetik scheinbar durch die Ankunft Hyperions auf der Erde von einem Menschenbaby zu der dieses Wasserwesens geändert wurde.
Nighthawk und Stanley Stewart der schwarze Sprinter, die zusammen mit Hyperion ein Superheldenteam gegründet haben, kommen schließlich in einen Konflikt, weil Nighthawk verbittert ist, Ledger jedoch idealistisch und enthusiastisch gegen das Verbrechen vorgeht und deshalb an den sehr brutalen Methoden Nighthawks zweifelt.

## Veröffentlichungen
Im englischsprachigen Original erschien Supreme Power von 2003 bis 2005 bei Marvel. Nach ihrem Ende unter Marvels MAX-Label wurde die Geschichte in Squadron Supreme unter dem Marvel Knights-Label fortgeführt und unterlief, anders als die MAX-Geschichten, einer Zensur. Außerdem besteht so die Möglichkeit des Crossovers zwischen den Supreme Power-Charakteren und anderen Marvel-Helden, was im MAX-LAbel nicht möglich ist, da dieses in einem eigenständigen „Universum“ spielt.
Die Serie liegt komplett auf Deutsch vor und wurde innerhalb der Serie Marvel MAX ab 2004 in den Nummern 3, 5, und 8 vom Panini Verlag veröffentlicht.